# ミシェル・ヨー
ミシェル・ヨー（Michelle Yeoh, 1962年8月6日 - ）は、香港、ハリウッドで活躍する女優。中国系マレーシア人。本名は楊 紫瓊（Yeoh Chu Kheng）。旧芸名はミシェール・キング（Michelle King）またはミシェル・カーン（Michelle Khan）。

## プロフィール
マレーシアのイポーで、華僑の両親の間に生まれた。4歳からバレエを習い、15歳からロンドンのロイヤル・アカデミー・オブ・ダンスに留学したが、17歳のころ怪我が元で断念し、演技と振付を学んで卒業した。マレーシアに帰国後、ミス・マレーシアに選ばれ、1983年のミス・ワールドに出場した。
1984年、ジャッキー・チェンと共演するCMで芸能デビュー。香港映画製作会社D&Bフィルムズ（德寶電影公司）と専属契約し、サモ・ハン・キンポー監督・主演作『デブゴンの快盗紳士録』で「ミシェル・カーン」の名で女優デビューした。1985年、初主演作『レディ・ハード 香港大捜査線』でアクション映画に挑戦。格闘技経験はなかったが、バレエ仕込みの身体表現で激しいカンフーアクションや危険なスタントシーンを演じ、レディ・アクションスターの先駆けとなった。1986年の『皇家戦士』では真田広之と共演した。
1988年、D&Bフィルムズの社長ディクソン・プーンと結婚したのを機に女優を引退したが、3年後に離婚。1992年、ジャッキー・チェンとの共演作『ポリス・ストーリー3』で復帰した。この映画では「走行中の貨物列車の屋根にオートバイで飛び乗る」というスタントを代役なしで演じた。
1997年、『007 トゥモロー・ネバー・ダイ』で「ミシェル・ヨー」としてハリウッドへ進出。ジェームズ・ボンドと対等に渡り合う「戦うボンドガール」として注目を浴びた。2000年、アカデミー賞外国語映画賞ほか4部門を受賞した『グリーン・デスティニー』ではアン・リー監督と出会い、演技面で大きな転機となった。
アクション映画で活躍する一方で、『宋家の三姉妹』『SAYURI』などの文芸映画、『クレイジー・リッチ!』『ラスト・クリスマス』などのコメディ映画、『バビロンA.D.』『スタートレック:ディスカバリー』（TVドラマシリーズ）などのSF作品にも幅広く出演している。『カンフー・パンダ2』『ミニオンズ フィーバー』ではアニメ映画の吹替えを行った。
2004年、フェラーリF1チーム代表のジャン・トッドと婚約（事実婚）し、19年後の2023年7月に正式な婚姻を結んだ。トッドは2009年から2021年まで国際自動車連盟（FIA）会長を務めた。トッドの職務に付き添い、ヨーがサーキットに姿を見せることもある。
2007年、レジオンドヌール勲章を受章した。『グリーン・デスティニー』の女剣士、『007 トゥモロー・ネバー・ダイ』のボンドガールとして有名となり、フランスとマレーシアの文化の架け橋となったことが認められたのが主な理由と語られている。
2013年にはマレーシア国王より最高勲章「タンスリ」を授与された。2022年、映画芸術への貢献を認められ、アメリカン・フィルム・インスティチュート (AFI) から名誉美術博士号を授与された（アジア人アーティスト初）。また、2022年TIME誌が選ぶ「アイコン・オブ・ジ・イヤー」に選ばれた。
2023年、『エブリシング・エブリウェア・オール・アット・ワンス』の主演エヴリン役が評価され、第80回ゴールデングローブ賞 映画部門 主演女優賞 (ミュージカル・コメディ部門)、第29回全米映画俳優組合賞主演女優賞、第95回アカデミー賞主演女優賞を受賞。アジア系俳優が男女を問わずアカデミー主演賞を獲得するのは史上初の快挙となった。受賞に際しヨーは「私のような見た目のすべての男の子と女の子へ、これは希望と可能性の印です。夢がかなう証しです。そして女性の皆さん、『あなたはもう盛りを過ぎた』なんて誰にも言わせてはなりません」とコメントしている。
同年、国際オリンピック委員会（IOC）はインド・ムンバイにて行われたIOC総会において、ヨーをIOC委員に選出した。ヨーはスカッシュにおいて、マレーシアのジュニア女王になった経歴があり、同選挙の委員長を務めたイギリス王女のアン・エリザベス・アリス・ルイーズも投票前にその旨を紹介している。

## ギャラリー

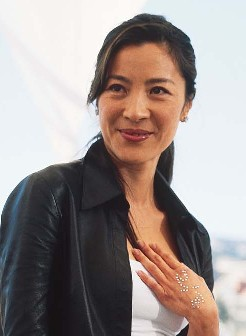
2000年カンヌ映画祭
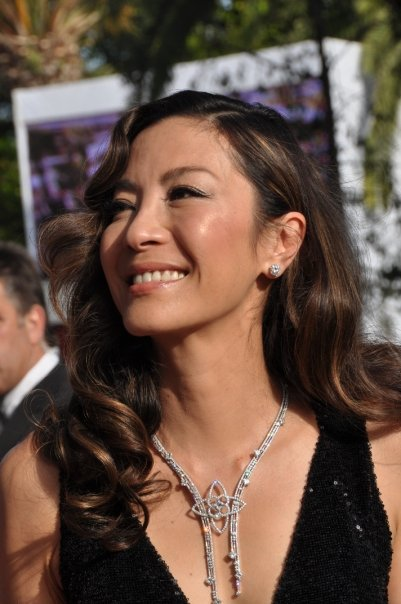
2009年カンヌ映画祭
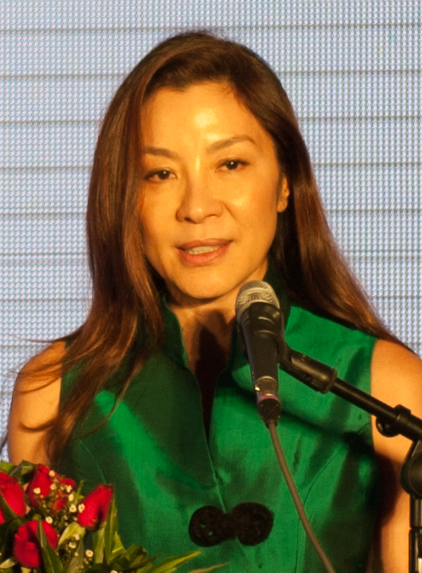
2014年
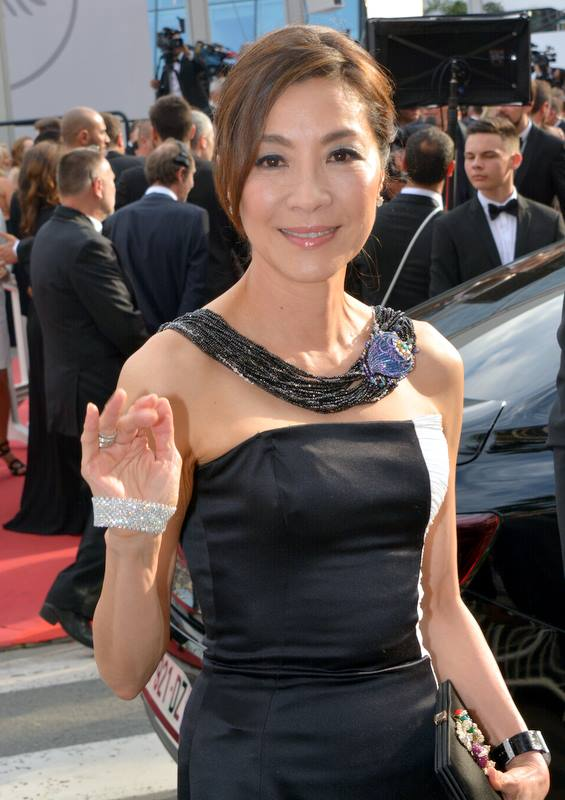
2017年カンヌ映画祭
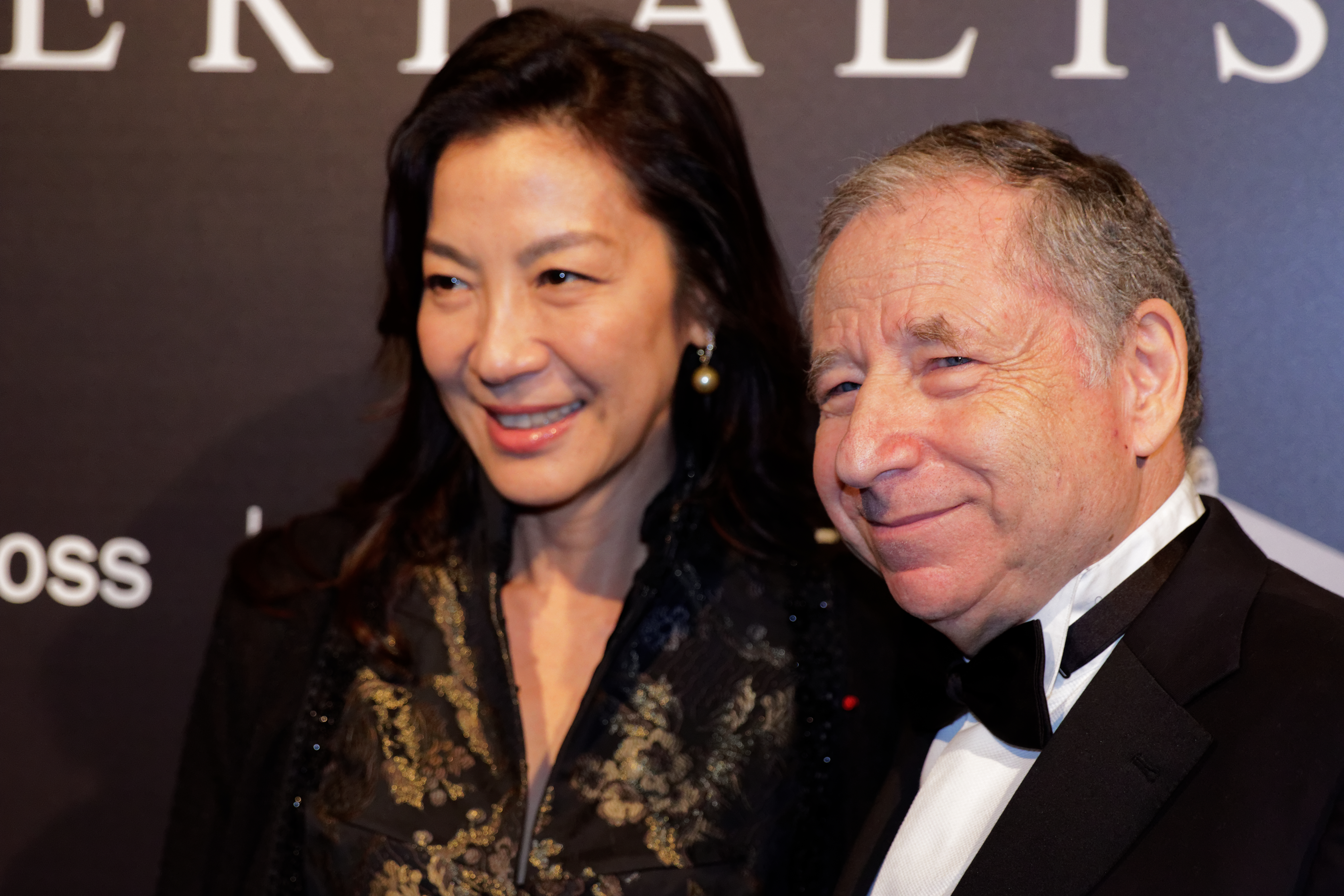
ヨーと夫ジャン・トッド（2016年）
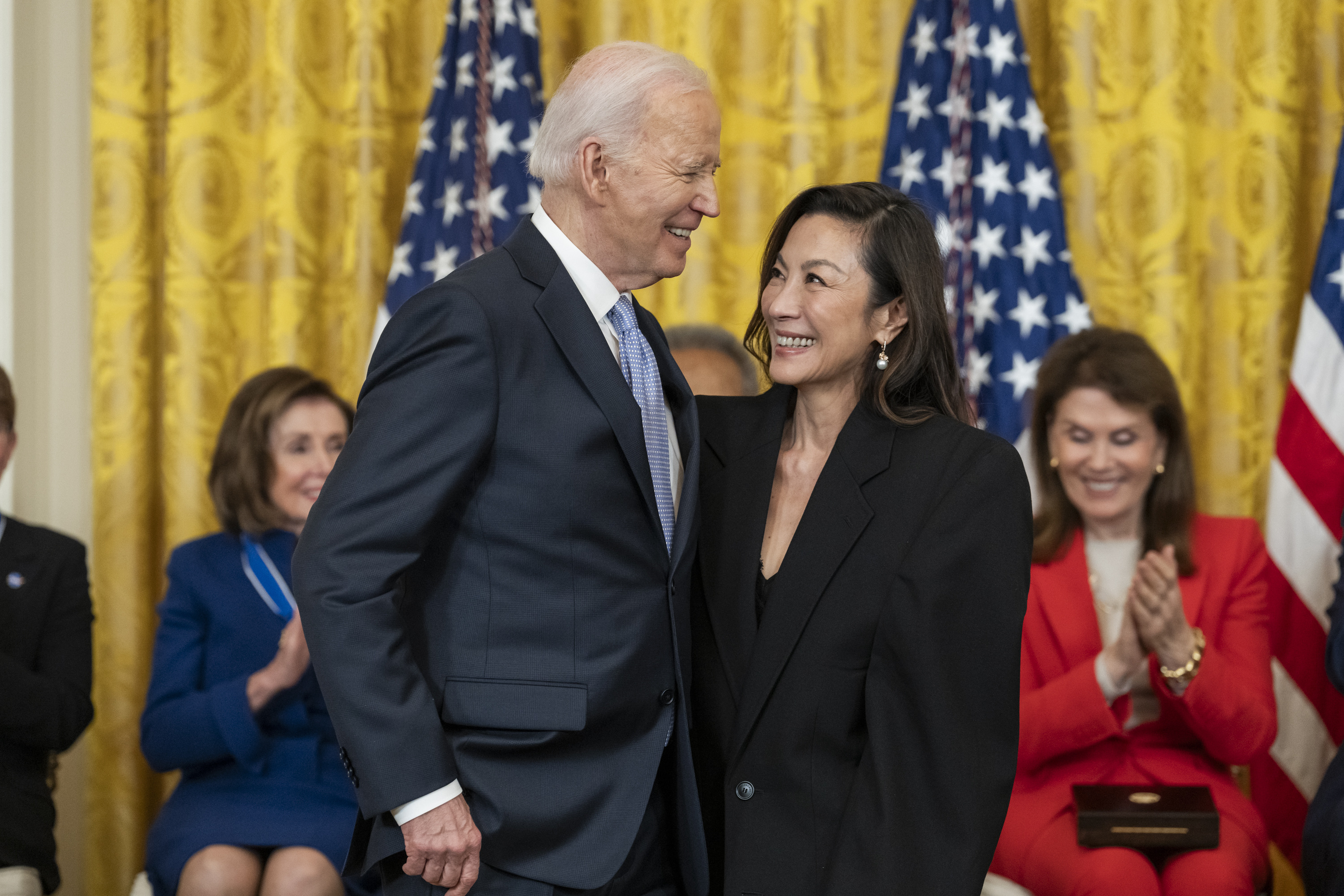
米大統領ジョー・バイデンと対面（2024年）
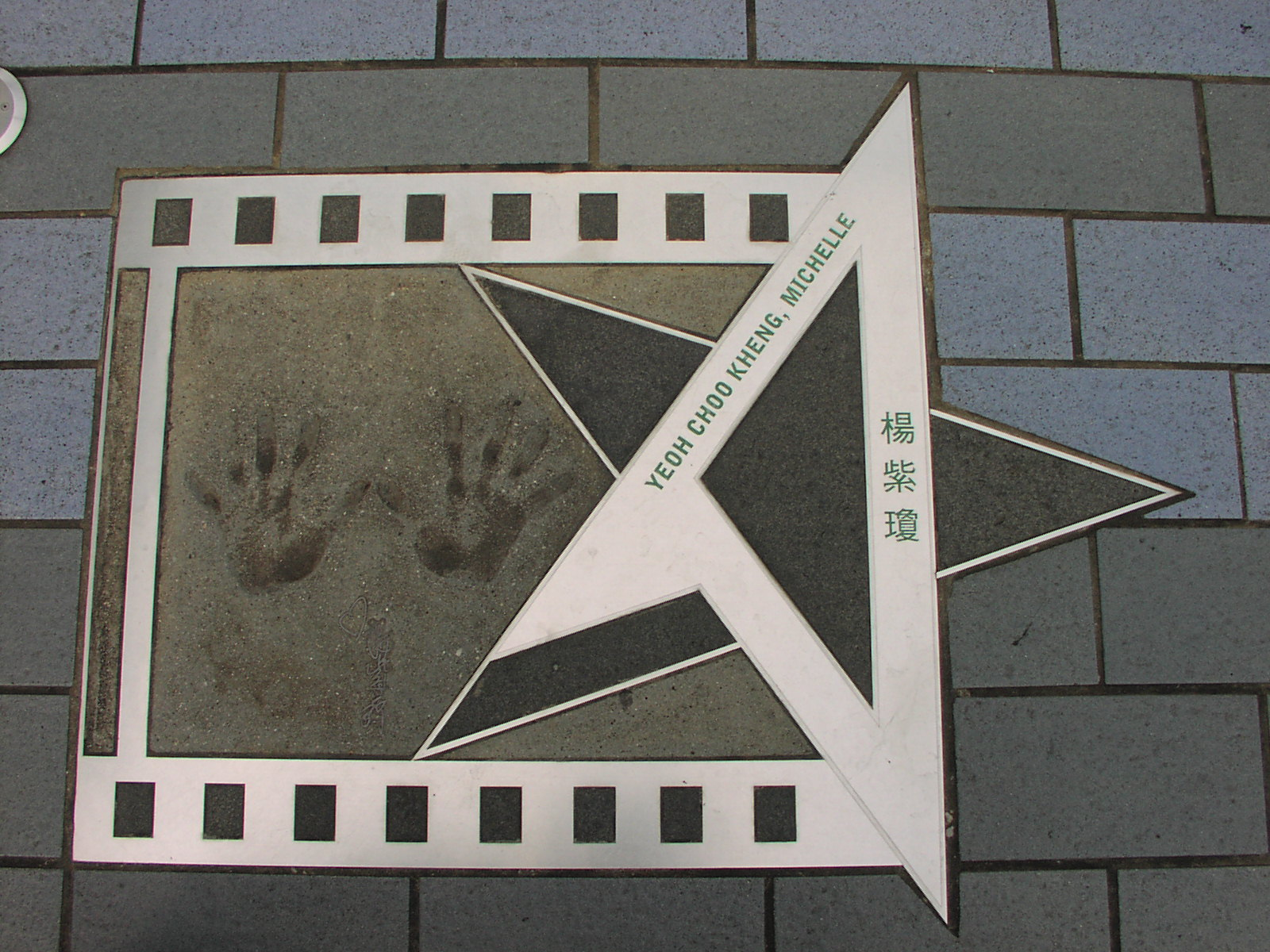
香港アベニュー・オブ・スターズにあるヨーの手形

## フィルモグラフィ
※役名の太字表記は主演。

### 映画
| 年   | 題名                                                                                 | 役名                          | 備考                                                                     | 吹き替え                          |
| ---- | ------------------------------------------------------------------------------------ | ----------------------------- | ------------------------------------------------------------------------ | --------------------------------- |
| 1984 | デブゴンの快盗紳士録 猫頭鷹與小飛象                                                  |                               | ミシェール・キング名義 日本劇場未公開                                    | （吹き替え版なし）                |
| 1985 | 七福星 夏日福星                                                                      | 柔道教室教師                  | ミシェール・キング名義                                                   | 叶木翔子（テレビ東京版）          |
| 1985 | レディ・ハード 香港大捜査線 皇家師姐                                                 | アンナ刑事                    | ミシェル・カーン名義                                                     | （吹き替え版なし）                |
| 1986 | 皇家戦士 皇家戰士                                                                    | ミッシェル                    | ミシェール・キング名義                                                   | 勝生真沙子（TBS版）               |
| 1987 | チャイニーズ・ウォリアーズ 中華戰士                                                  | ミンミン・フー                | ミシェール・キング名義 日本劇場未公開                                    | 戸田恵子（VHS版）                 |
| 1987 | 通天大盜                                                                             | 楊寧                          |                                                                          | N/A                               |
| 1992 | ポリス・ストーリー3 警察故事3 超級警察                                               | ヤン                          | ミシェール・キング名義                                                   | 高島雅羅                          |
| 1993 | 新流星蝴蝶剣 秘術VS妖術（VHS邦題） 新流星蝴蝶劍                                      | コウ                          | 『新流星蝴蝶剣』（DVD邦題） 日本劇場未公開                               | （吹き替え版なし）                |
| 1993 | プロジェクトS 超級計劃                                                               | ヤン・ホア                    | ミシェール・キング名義                                                   | 一城みゆ希                        |
| 1993 | ワンダー・ガールズ 東方三侠 東方三侠                                                 | サン                          | ミシェール・キング名義 日本劇場未公開                                    | 田中敦子                          |
| 1993 | ワンダー・ガールズ 東方三侠2 現代豪侠傳                                              | サン                          | ミシェール・キング名義 日本劇場未公開                                    | 田中敦子                          |
| 1993 | マスター・オブ・リアル・カンフー 大地無限 太極張三豐                                 | 秋雪（チウ・シュエ）          | ミシェール・キング名義                                                   | 岡村明美（VHS版） 魏涼子（DVD版） |
| 1994 | ファントム・セブン/香港機動警察 七金剛                                               | イン                          | ミシェール・キング名義 日本劇場未公開                                    | （吹き替え版なし）                |
| 1994 | レディ・ファイター 詠春拳伝説（VHS邦題） 詠春                                        | イム・ウィンチュン            | ミシェール・キング名義 『詠春拳』（DVD邦題） 日本劇場未公開              | （吹き替え版なし）                |
| 1996 | スタントウーマン/夢の破片 阿金                                                       | カム                          |                                                                          | （吹き替え版なし）                |
| 1997 | 宋家の三姉妹 宋家皇朝                                                                | 宋靄齢                        | 小野洋子                                                                 |                                   |
| 1997 | 007 トゥモロー・ネバー・ダイ Tomorrow Never Dies                                     | ウェイ・リン                  | 松熊明子（ソフト版） 佐々木優子（フジテレビ版） 深見梨加（テレビ朝日版） |                                   |
| 1999 | もういちど逢いたくて 星月童話 星月童話                                               | 義姉                          | 戸田恵子                                                                 |                                   |
| 2000 | グリーン・デスティニー 臥虎蔵龍 Crouching Tiger, Hidden Dragon                       | ユー・シューリン              | 塩田朋子（ソフト版） 山像かおり（テレビ朝日版）                          |                                   |
| 2002 | レジェンド 三蔵法師の秘宝 天脈傳奇                                                   | イン                          | 兼製作総指揮                                                             | 山像かおり                        |
| 2004 | シルバーホーク 飛鷹                                                                  | ルル・ウォン / シルバーホーク | 兼製作総指揮                                                             | 山像かおり                        |
| 2005 | SAYURI Memoirs of a Geisha                                                           | 豆葉                          |                                                                          | 唐沢潤                            |
| 2006 | サンシャイン2057 Sunshine                                                            | コラゾン                      | 塩田朋子                                                                 |                                   |
| 2008 | ハムナプトラ3 呪われた皇帝の秘宝 The Mummy Tomb of the Dragon Emperor                | ツイ・ユアン                  | 塩田朋子（ソフト版） 唐沢潤（フジテレビ版）                              |                                   |
| 2008 | チルドレン・オブ・ホァンシー 遥かなる希望の道 The Children ob Huang Shi              | ミセス・ウォン                | 日本劇場未公開                                                           | 唐沢潤                            |
| 2008 | バビロンA.D. BABYLON A.D.                                                            | シスター・レベッカ            |                                                                          | 野沢由香里                        |
| 2010 | 酔拳 レジェンド・オブ・カンフー 蘇乞兒                                               | ユ                            | （吹き替え版なし）                                                       |                                   |
| 2010 | レイン・オブ・アサシン 剣雨                                                          | 曽静                          | 加納千秋                                                                 |                                   |
| 2011 | The Lady アウンサンスーチー ひき裂かれた愛 The Lady                                  | アウンサンスーチー            | （吹き替え版なし）                                                       |                                   |
| 2011 | カンフー・パンダ2 Kung Fu Panda 2                                                    | 予言おばば                    | 声の出演                                                                 | 塩田朋子                          |
| 2016 | メカニック:ワールドミッション Mechanic: Resurrection                                 | メイ                          |                                                                          | 三沢明美                          |
| 2016 | モーガン プロトタイプL-9 Morgan                                                      | ルイ・チェン博士              | 日本劇場未公開                                                           | 塩田朋子                          |
| 2017 | ガーディアンズ・オブ・ギャラクシー:リミックス Guardians of the Galaxy Vol. 2         | アリータ                      | カメオ出演                                                               | きそひろこ                        |
| 2018 | クレイジー・リッチ! Crazy Rich Asians                                                | エレノア・スン＝ヤン          |                                                                          | 塩田朋子                          |
| 2018 | イップ・マン外伝 マスターZ 葉問外傳: 張天志                                          | クワン                        | 高島雅羅                                                                 |                                   |
| 2019 | ラスト・クリスマス Last Christmas                                                    | サンタ                        | 深見梨加                                                                 |                                   |
| 2021 | コンティニュー Boss Level                                                            | ダイ・フェン                  | 那村有香                                                                 |                                   |
| 2021 | シャン・チー/テン・リングスの伝説 Shang-Chi and the Legend of the Ten Rings          | イン・ナン                    | 塩田朋子                                                                 |                                   |
| 2021 | ガンパウダー・ミルクシェイク Gunpowder Milkshake                                     | フローレンス                  | 澤崎アケミ                                                               |                                   |
| 2022 | ハンクの肉球大決戦 Paws of Fury: The Legend of Hank                                  | ユキ                          | 声の出演 日本劇場未公開                                                  | 高島雅羅                          |
| 2022 | ミニオンズ フィーバー Minions: The Rise of Gru                                       | マスター・チャウ              | 声の出演                                                                 | 渡辺直美                          |
| 2023 | エブリシング・エブリウェア・オール・アット・ワンス Everything Everywhere All at Once | エヴリン・ワン・クワン        | 兼製作総指揮                                                             | 塩田朋子                          |
| 2023 | トランスフォーマー/ビースト覚醒 Transformers: Rise of the Beasts                     | エアレイザー                  | 声の出演                                                                 | 本田貴子                          |
| 2023 | 名探偵ポアロ:ベネチアの亡霊 A Haunting in Venice                                     | ジョイス・レイノルズ          |                                                                          | 塩田朋子                          |
| 2024 | ガーディアンと魔法の虎 The Tiger's Apprentice                                        | リー                          | 声の出演                                                                 | 塩田朋子                          |
| 2024 | ウィキッド ふたりの魔女 Wicked                                                       | マダム・モリブル              |                                                                          | 塩田朋子                          |
| 2025 | Wicked: For Good                                                                     | マダム・モリブル              | TBA                                                                      |                                   |
| 2029 | アバター4（仮題） Avatar 4                                                           | カリーナ・モーグ博士          | TBA                                                                      |                                   |
| 2031 | アバター5（仮題） Avatar 5                                                           | カリーナ・モーグ博士          | TBA                                                                      |                                   |
| TBA  | The Surgeon                                                                          | TBA                           | TBA                                                                      |                                   |

#### WEB配信映画
| 年   | 題名 | 役名                     | 配信局     | 備考         | 吹替     |
| ---- | --- | ------------------------ | ---------- | ------------ | -------- |
| 2016 | Crouching Tiger Hidden Dragon:ソード・オブ・デスティニー Crouching Tiger, Hidden Dragon: Sword of Destiny | ユー・シューリン         | Netflix    |              | 塩田朋子 |
| 2022 | スクール・フォー・グッド・アンド・イービル The School for Good and Evil                                   | エマ・アネモネ教授       | Netflix    |              | 塩田朋子 |
| 2025 | スタートレック:セクション31 Star Trek: Section 31                                                         | フィリッパ・ジョージャウ | Paramount+ | 兼製作総指揮 | 塩田朋子 |

### テレビシリーズ

#### テレビドラマ
| 年        | 題名                                                  | 役名                                      | 備考         | 吹き替え     |
| --------- | ----------------------------------------------------- | ----------------------------------------- | ------------ | ------------ |
| 2015      | Strike Back: Legacy                                   | Mei Foster / Lieutenant Colonel Han Li Na | 計9話出演    | N/A          |
| 2018      | スタートレック:ショートトレック Star Trek: Short Trek | フィリッパ・ジョージャウ                  | アンソロジー | (吹替版なし) |
| 2019-2020 | スタートレック:ディスカバリー Star Trek: Discovery    | フィリッパ・ジョージャウ                  | 計24話出演   | 塩田朋子     |

#### WEB配信ドラマ
| 年   | 題名                                                                | 役名       | 配信局       | 備考                | 吹替     |
| ---- | ------------------------------------------------------------------- | ---------- | ------------ | ------------------- | -------- |
| 2016 | マルコ・ポーロ Marco Polo                                           | ロータス   | Netflix      | シーズン2 計7話出演 | 伊沢磨紀 |
| 2022 | ウィッチャー 血の起源 The Witcher: Blood Origin                     | スキアン   | Netflix      | 計4話出演           | 塩田朋子 |
| 2023 | アメリカン・ボーン・チャイニーズ 僕らの西遊記 American Born Chinese | 観音菩薩   | Disney+      | 計7話出演           | 塩田朋子 |
| 2024 | ブラザーズ・サン The Brothers Sun                                   | スキアン   | Netflix      | 計8話出演           | 塩田朋子 |
| TBA  | Blade Runner 2099                                                   | オルウェン | Amazon Prime |                     | TBA      |

## 日本語吹き替え
当初は作品毎に異なる声優が務めていたが、『グリーン・デスティニー』（ソフト版）以降は主に塩田朋子が担当している。
このほかにも、唐沢潤、高島雅羅、深見梨加なども複数回、声を当てている。